# 五指狸藻
五指狸藻（學名：Utricularia pentadactyla）為狸藻屬一年生小型陆生食虫植物。其种加词“pentadactyla”来源于希腊文“penta-”和“daktylos”，意为“五”和“手指”，指其五指状的花朵。五指狸藻原產於非洲熱帶，存在于安哥拉、蒲隆地、剛果民主共和國、衣索比亞、肯亞、馬拉威、蘇丹、坦尚尼亞、烏干達、尚比亞以及辛巴威。五指狸藻陆生于在潮濕、砂质或泥炭质草原或岩石表面的浅表土壤中，海拔分布范围为1500米至2100米。1954年，彼得·泰勒最先发表了五指狸藻的描述。其也是彼得·泰勒描述的第一个狸藻属物种。

## 外部連結
- 食虫植物照片搜寻引擎中五指狸藻的照片（页面存档备份，存于）

 维基共享资源上的相關多媒體資源：五指狸藻
 維基物種上的相關：五指狸藻